# 迪爾米辛山
47°39′30″N 11°56′49″E / 47.65837°N 11.94699°E

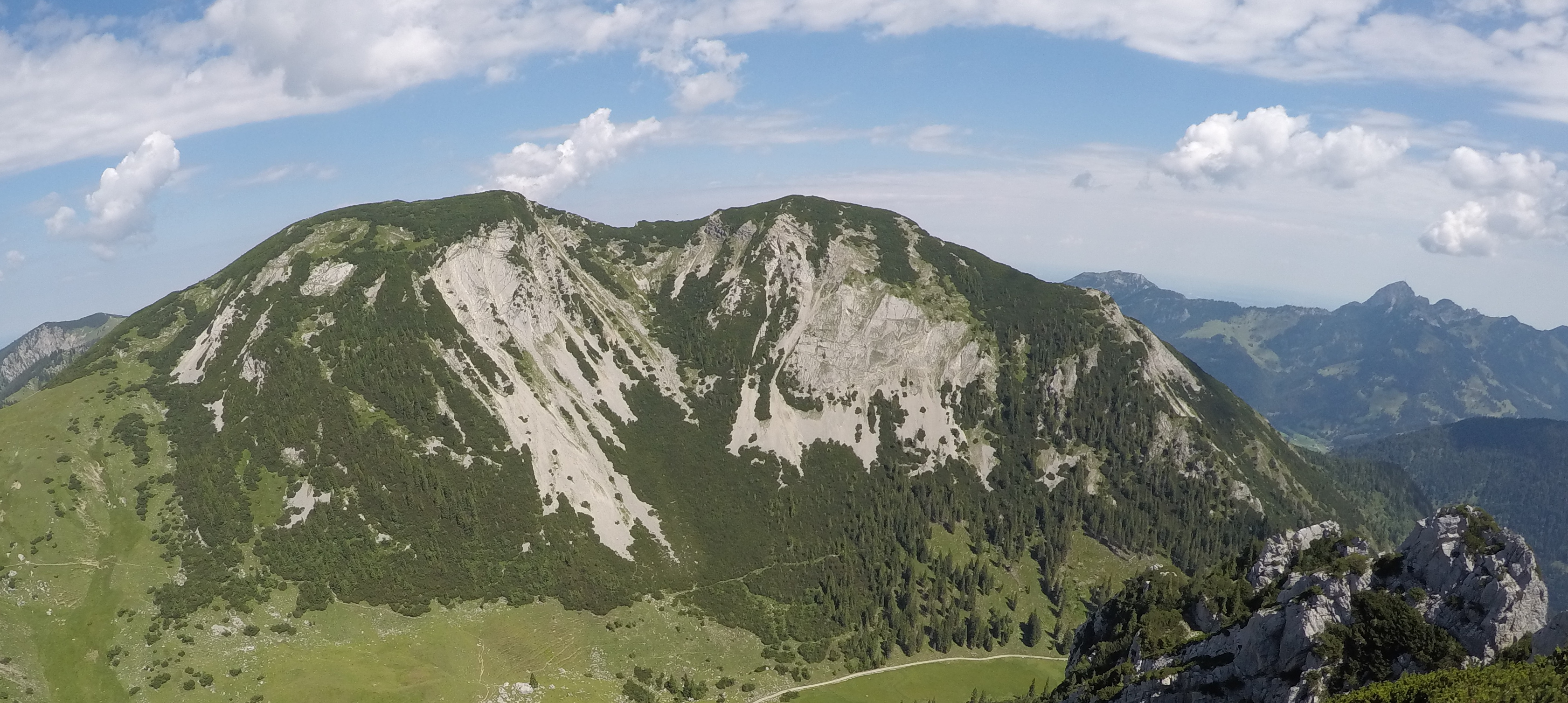

迪爾米辛山（德語：Dürrmiesing），是德國的山峰，位於該國東南部，由巴伐利亞負責管轄，屬於巴伐利亞前阿爾卑斯山脈的一部分，距離霍赫米辛山0.3公里，海拔高度1,863米，每年平均降雨量1,764毫米。